# Замериново
Замериново — деревня в Октябрьском районе Челябинской области России. Входит в состав Борового сельского поселения.

## География
Деревня находится на востоке Челябинской области, в лесостепной зоне, к западу от озера Синеводы, на расстоянии примерно 33 километров (по прямой) к северо-западу от села Октябрьское, административного центра района. Абсолютная высота — 194 метра над уровнем моря.

## Население
| 2002 | 2010 |
| ---- | ---- |
| 107  | ↘31  |

Гендерный состав
По данным Всероссийской переписи населения 2010 года в гендерной структуре населения мужчины составляли 48,4 %, женщины — соответственно 51,6 %.
Национальный состав
Согласно результатам переписи 2002 года, в национальной структуре населения русские составляли 55 %, башкиры — 26 %.

## Улицы
Уличная сеть деревни состоит из одной улицы.